# Quentin Lake
Quentin James Lake (Pittsburgh, 29 gennaio 1999) è un giocatore di football americano statunitense che milita nel ruolo di safety per i Los Angeles Rams della National Football League (NFL).

## Carriera

### Los Angeles Rams
Lake al college giocò a football a UCLA. Fu scelto nel corso del sesto giro (211º assoluto) nel Draft NFL 2022 dai Los Angeles Rams. All'inizio della stagione fu inserito in lista infortunati. Fu attivato il 12 novembre 2022. Nella sua stagione da rookie disputò 9 partite, nessuna delle quali come titolare, con 10 tackle, un sack e un passaggio deviato.